# スペーストイジャパン
スペーストイジャパン（SPACETOYJAPAN）はスペーストイ専門店。「宇宙開発本場アメリカのワクワクドキドキを！」がコンセプトで子供から大人まで楽しめる宇宙航空機関連の玩具を提供する。特にレプリカ模型のレベルはかなり高く大人の趣味としても人気がある。Jin Menjoがアジア太平洋地区を統括し博物館への卸販売を中心に展開していた。
スペーストイ社は米国アリゾナ州のスペーストイ会社。